# Tiberio Titi
Tiberio Titi (Florence, 1573-1627) est un peintre de la renaissance italienne, le fils du peintre Santi di Tito.

## Biographie
Après avoir travaillé dans l'atelier de son père, il termine quelques-unes de ses œuvres après sa mort (1603).
Ensuite il se spécialise dans les portraits de la noblesse florentine, ce qui lui donne une certaine renommée et lui procure même des commandes pour son art en général.
Son style est magnifique mais fortement marqué de l'idéalisation des effigies aristocrates.